# 羊男
羊男（ひつじおとこ）は、村上春樹の物語に登場する架空の存在。『羊をめぐる冒険』には著者直筆の羊男のイラストが掲載されている。

## 概要
北海道の山奥や、真っ暗などこかの空間、図書館の地下にいるなど、住む土地は不定。共通して羊と人間の外見の要素を持っている。
『羊をめぐる冒険』と『ダンス・ダンス・ダンス』に登場する羊男は、主に戦争に対する恐怖や嫌悪感を主人公に向かって述べており、自身も戦争に徴兵されるのを嫌がり、北海道の山奥に隠遁した過去が触れられている。
『羊男のクリスマス』では、羊男協会が存在し、羊男は単体ではなく、何頭も存在する。同作品に登場する「羊男の歴史」では、6月15日に月を見上げたり、12月24日のクリスマス(羊男の間では聖羊祭日)の日にドーナツなどの穴のあいた食物を食べると呪われてしまうと記されている。その呪いというのは、ピアノを弾けなくなったり、それによって作曲をできなくなってしまうというもので、それらの事項は羊男学校で習うらしい。作曲ができ、聖羊上人に捧げる音楽の作曲依頼がくる。
関連人物として『羊をめぐる冒険』『羊男のクリスマス』「シドニーのグリーン・ストリート」に登場する「羊博士」がいる。

## 登場する作品
- 『羊をめぐる冒険』
- 『ダンス・ダンス・ダンス』
- 「図書館奇譚」 （『カンガルー日和』所収）[3]
- 「シドニーのグリーン・ストリート」 （『中国行きのスロウ・ボート』所収）
- 「スパゲティー工場の秘密」 （『象工場のハッピーエンド』所収）
- 『羊男のクリスマス』
- 『ふしぎな図書館』